# Bromus borianus
Bromus borianus är en gräsart som beskrevs av Hildemar Wolfgang Scholz. Bromus borianus ingår i släktet lostor, och familjen gräs. Inga underarter finns listade i Catalogue of Life.